# Кист (Доња Франконија)
Кист (њем. Kist) општина је у њемачкој савезној држави Баварска. Једно је од 52 општинска средишта округа Вирцбург. Према процјени из 2010. у општини је живјело 2.427 становника. Посједује регионалну шифру (AGS) 9679154.

## Географски и демографски подаци
Кист се налази у савезној држави Баварска у округу Вирцбург. Општина се налази на надморској висини од 373 метра. Површина општине износи 3,9 km². У самом мјесту је, према процјени из 2010. године, живјело 2.427 становника. Просјечна густина становништва износи 627 становника/km².